# Catedral Basílica de Győr
A Catedral Basílica da Assunção de Nossa Senhora (também chamada de Catedral de Győr; em húngaro:  Mennyekbe Fölvett Boldogságos Szűz Mária székesegyház) é uma igreja católica que serve como catedral basílica em Győr, Hungria, sendo a sede da Diocese de Győr.
A igreja românica do início do século XI foi destruída pelos mongóis e reconstruída entre os séculos XIII e XV. Após a expulsão dos turcos, o interior foi redesenhado entre 1635 e 1650 pelo mestre italiano Giovanni Battista Rava em estilo barroco inicial. A torre foi concluída apenas em 1680. A construção da igreja durou até a década de 1770. A última restauração foi realizada entre 1968 e 1972. Em 1997, a catedral obteve o status de basílica menor, concedido pelo Papa João Paulo II.
Púlpito
O púlpito pertence ao mesmo período do interior, quando as características barrocas mais importantes foram adicionadas sob o Bispo Conde Ferenc Zichy na década de 1770. Seu arquiteto e escultor permanece desconhecido, mas é atribuído a Melchior Hefele. A estrutura classicizante do barroco tardio foi construída no primeiro pilar da nave do lado esquerdo. Era de mármore vermelho com uma escada lateral de mármore sustentada por um pilar; o suporte principal forma uma coluna dórica com fuste canelado.
O próprio púlpito tem forma de concha com parapeito sólido articulado por painéis e pilastras e decorado com talha dourada de rosetas, guirlandas de louro e folhas de acanto. A grade de ferro forjado foi feita em 1783 por um artesão que esculpiu a data e suas iniciais (JK) no batente da porta. O corrimão e a porta são ricamente decorados com rosas, guirlandas, folhas e laços. O abat-voix é de madeira pintada com marmorização amarelo escuro, decorada com rosetas, colchetes e folhas. Na parte inferior há uma pomba prateada rodeada por uma faixa sinuosa; no topo uma estátua feminina alegórica representando a Igreja segura um cálice e um modelo de igreja. A base da estátua em forma de dossel é decorada com grinaldas e é cercada por quatro putti segurando as Tábuas de Pedra e a cruz, flanqueada por urnas floridas. As estátuas do abat-voix foram criadas em um estilo barroco mais tradicional do que as outras partes do púlpito, que mostram a crescente influência do neoclassicismo.

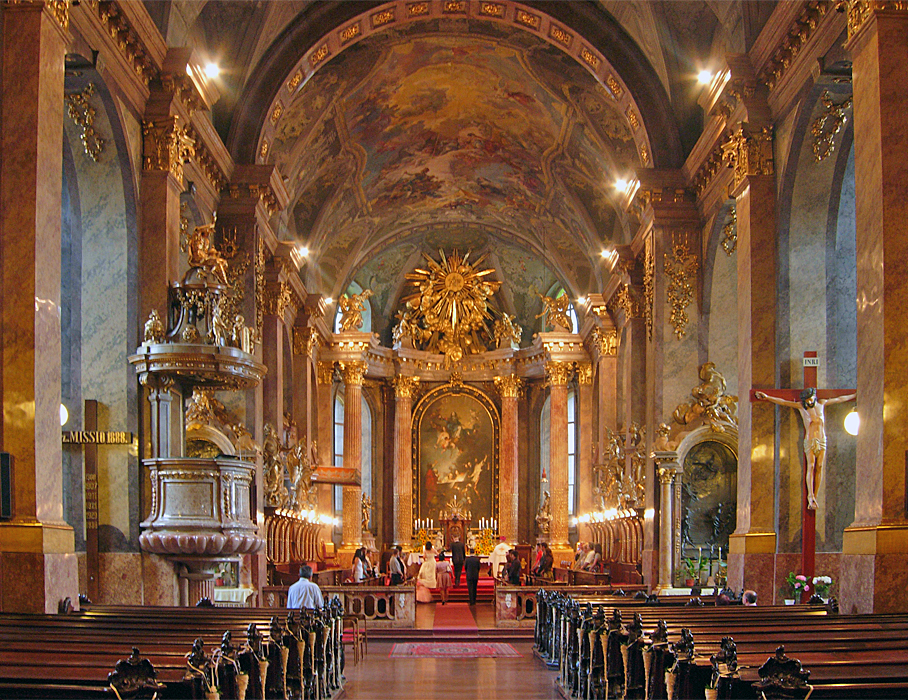
Visão interna